# Bielnik (stop)
Bielnik – jednolicie biały i srebrzysty stop metali, składający się głównie z niklu, odporny na kwasy organiczne, był stosowany do wyrobu sztućców i wszelkiego rodzaju wyrobów i ozdób stołowych. Został wynaleziony i opatentowany 28 stycznia 1926 roku przez firmę J. Fraget pod numerem 12.440. W 1927 roku firma za swe wyroby z bielnika otrzymała na Międzynarodowej Wystawie Sanitarno-Higienicznej dyplom honorowy (jedyny przyznany) za wyroby do użytku szpitalnego.